# Spreidmoer

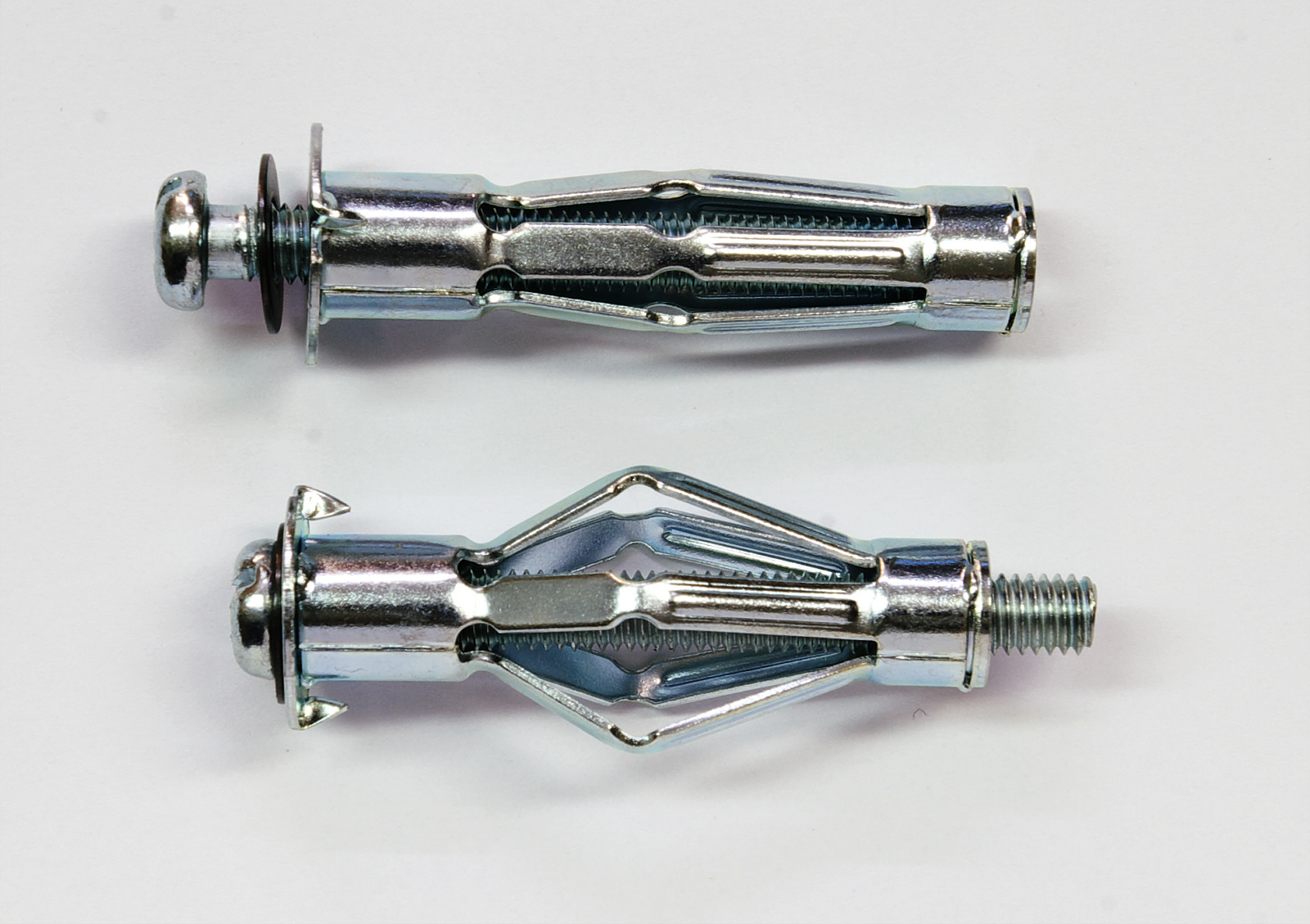
Een spreidmoer.

Een spreidmoer is een type hollewandbevestiging dat een combinatie vormt van een plug en een blindklinkmoer. Hiermee is het mogelijk om eenzijdig voorwerpen te bevestigen aan dun plaatmateriaal zoals gipsplaat of board. Spreidmoeren vinden vooral toepassing in de bouw.
De sterkte van de bevestiging van een spreidmoer is deels afhankelijk van het materiaal waarin/waardoor deze wordt bevestigd, maar is over het algemeen beperkt.

## Beschrijving
Een spreidmoer bestaat uit een busje van vervormbaar kunststof of metaal, waarin zich aan de ene kant een flens bevindt, en aan het andere uiteinde een binnenschroefdraad. Deze worden verbonden door een aantal (2-6) licht geknikte strips.

## Bevestigen
Voor de bevestiging wordt in het werkstuk eerst een gat geboord met dezelfde diameter als de spreidmoer. Vervolgens wordt de spreidmoer tot aan de flens in het gat gestopt. Daarna wordt een bout, die door de opening in de flens heen in het schroefdraad gedraaid is, met een speciale tang naar buiten getrokken, waardoor de strips in het midden van de spreidmoer uiteenbuigen. De wand of het plaatmateriaal wordt zo ingeklemd tussen de flens en deze uiteengebogen strips.